# Erromenus calcator
Erromenus calcator är en stekelart som först beskrevs av Cornelius Herman Muller 1776.  Erromenus calcator ingår i släktet Erromenus och familjen brokparasitsteklar. Arten är reproducerande i Sverige. Inga underarter finns listade i Catalogue of Life.